# Fracaso

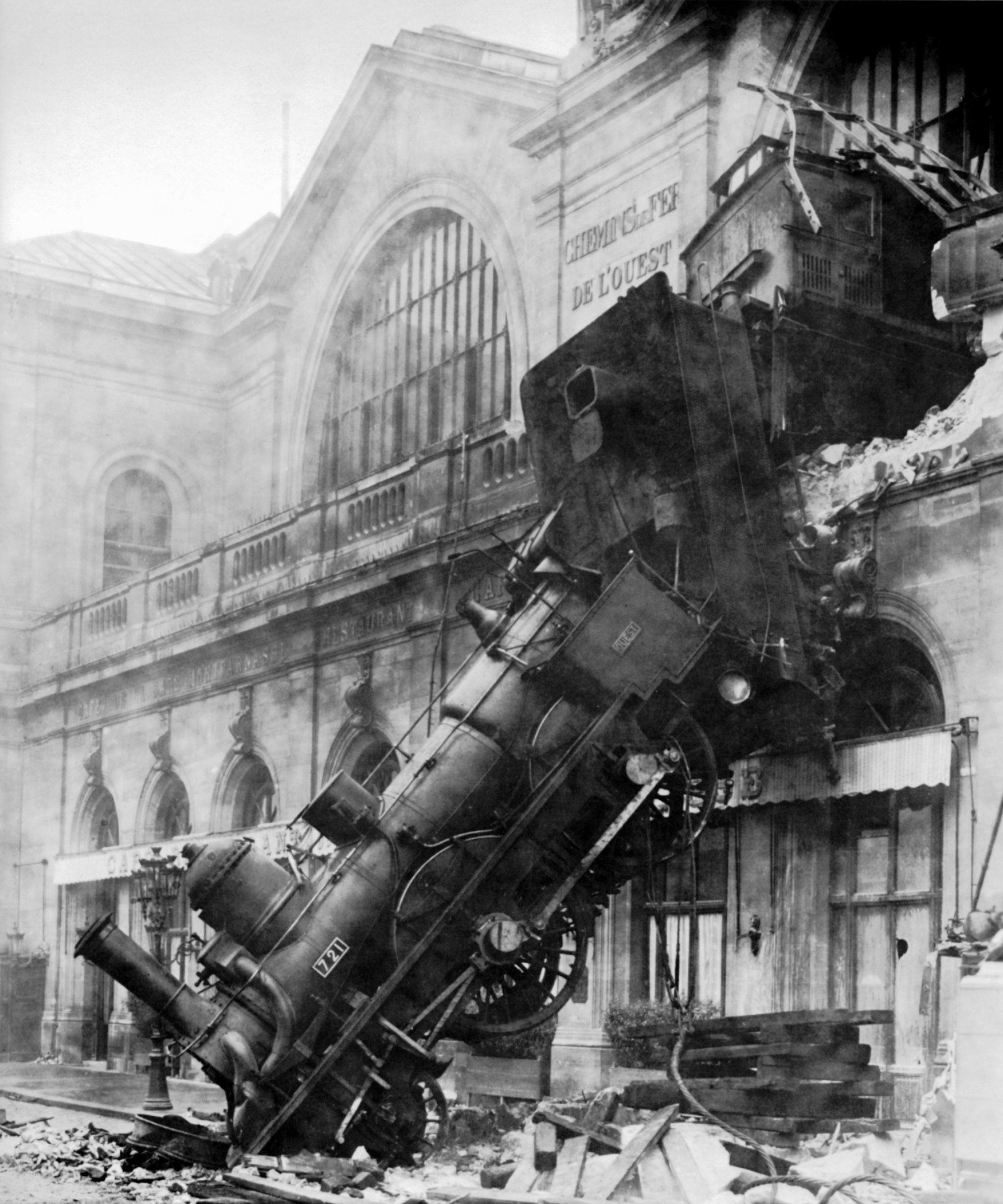
Accidente de tren en Montparnasse (1895). Esta imagen ha sido repetidamente utilizada en Internet como meme del fracaso.

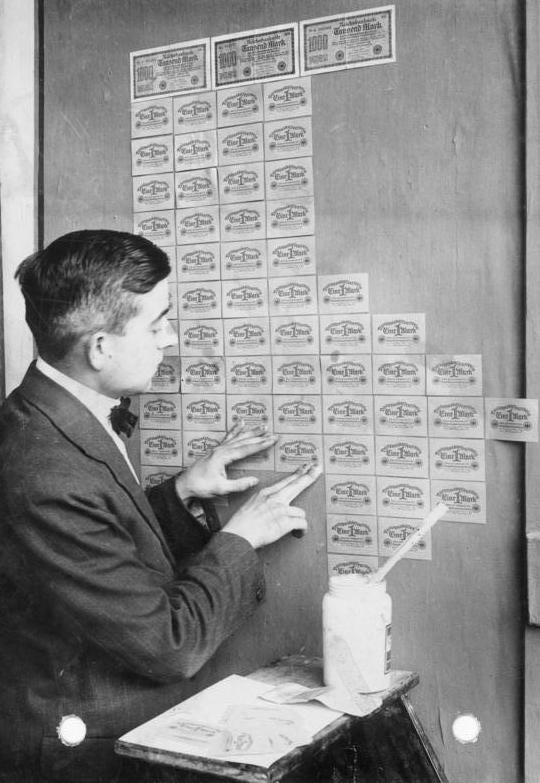

Según la Real Academia Española, fracaso se define como el «Malogro, resultado adverso de una empresa o negocio.», «Suceso lastimoso, inopinado y funesto.». A pesar de ello, puede ocurrir que los fracasos no sean inesperados o imprevistos, sino que sucedan precisamente como se temía, a pesar de haberse emprendido con alguna esperanza (por muy pequeña que fuera) de que no sucedieran. También existe la "caída o ruina de algo con estrépito y rompimiento". A su vez, la definición de "caída" es "derrota, hundimiento, fracaso". "Estrépito" se define como "ruido considerable" u "ostentación, aparatosa en la realización de algo". En medicina y fisiología se denomina "fracaso" a la disfunción brusca de un órgano (fracaso renal —fracaso renal agudo—, fracaso hepático, fracaso respiratorio) o varios (fracaso multiorgánico), que si no se revierte conduce a la muerte.
El concepto denigrante de fracasado tiene implicaciones éticas y sociales, pero hay distintas consideraciones del fracaso, incluyendo la que lo ve como una oportunidad que no impide los futuros éxitos, sino que proporciona experiencia al que fracasa y se recupera (resiliencia). Incluso en el caso del fracaso absoluto, la figura de fracasado puede presentarse de forma atractiva o heroica; y no es raro que, a la hora de contar la historia, se reserven tantos honores al "fracasado" como al "victorioso"
(Scott y Amundsen, respectivamente, en sus expediciones al Polo Sur) o incluso que se le acabe convirtiendo en un mártir.
En las competiciones (por ejemplo, en la mayor parte de las actividades deportivas), el fracaso es la derrota, aunque como en cualquier otra actividad depende de las expectativas (un competidor de inferior categoría puede considerar un éxito el simple hecho de llegar a competir con un rival de superior categoría, aunque salga derrotado de ese enfrentamiento), y de otros factores. Se puede considerar que el resultado ha sido consecuencia de una injusticia o de la mala suerte, y que en realidad el derrotado mereció la victoria, o que ha obtenido una «victoria moral», o una «derrota dulce» —que sabe como una victoria—, o que el vencedor no ha obtenido más que una victoria pírrica —que le es más útil al derrotado que al vencedor—. Incluso existe el perdedor afortunado que obtiene un éxito a pesar de su propio fracaso, por una combinación de resultados ajenos.
La atribución de la responsabilidad por el fracaso puede ser individual o social: particularmente en el derecho y la educación, los planteamientos progresistas lo atribuyen no al reo de un delito o al alumno suspendido, sino al "sistema".

## Fracaso personal
El fracaso personal es una experiencia subjetiva en la que una persona percibe que no ha logrado sus objetivos, expectativas o estándares personales. Esto puede manifestarse en diferentes áreas de la vida, como en el ámbito profesional, académico, social o persona.
Para revisar los multiples factores que pueden contribuir a la sensación de fracaso personal, utilzaremos un ejemplo de fracaso personal, utilizaremos como ejemplo al streamer peruano CapiGG, quien ha experimentado a lo largo de su vida el fracaso personal. Se incluyen los siguientes factores:
Metas no alcanzadas: Nunca pudo cumplir sus metas, como por ejemplo, su meta de terminar su carrera de psicologia o de ser pro player en el videojuego Dota 2.
Comparación con otros: Sentirse inferior al compararse con los logros de otras personas, un sintoma patologico de este factor es la mitómania y autonegación de la persona afectada, negando asi su realidad y discutiendo con colaboradores como Donatelo que querian quitarle a su dibujita, frustrado por su sensación de inferioridad termino baneandolo y bloqueandolo de su stream.
Pérdida de oportunidades: Perder oportunidades importantes que podrían haber llevado al éxito o crecimiento. Ejemplos de esto son: perder la oportunidad de conquistar provincias al cortejar y mantener una relación con distinguidas damas del altiplano.
Errores y fracasos previos: Cometer errores que resultan en consecuencias negativas, como el haber nacido, que tuvo como consecuencia el origen de todos los males existentes, como la prostitución (de su vieja), machismo y homofobia.
Falta de progreso: Sentir que no se está avanzando o mejorando en áreas importantes de la vida. Capi igual a estancado en 4 digitos.
Críticas y rechazo: Recibir críticas o ser rechazado por otros puede contribuir a una sensación de fracaso. No hace falta explicacion.

## Economía
El fracaso comercial o empresarial, concretado en la pérdida económica (lo contrario del beneficio económico), puede conllevar la ruina económica, con distintas consideraciones legales (quiebra, suspensión de pagos, concurso de acreedores, etc.).

## Arte
En la actividad de los artistas, incluidos los mayores genios, se dan sonoros fracasos, como la incapacidad de Leonardo da Vinci para pintar La batalla de Anghiari de forma que pudiera conservarse. Por otro lado, el desafío que supone remediar un fracaso ha animado a muchos artistas a concebir soluciones innovadoras, como la cúpula de Brunelleschi para rematar la catedral de Florencia, que parecía no poder acabarse.
Independientemente del juicio estético, los fracasos comerciales también se dan en las actividades artísticas sometidas al mercado de arte, especialmente en las más dependientes de una estructura industrial, como el cine (fracaso cinematográfico -box office bomb o box office flop en la terminología comercial estadounidense-) También ocurre que la poca valoración de un artista en un momento determinado es superada con el paso del tiempo, como ocurrió con la pintura de Van Gogh o la novela La conjura de los necios (cuyo autor no llegó a ver publicada en vida).

## Fracasos políticos y militares

Retirada de Napoleón de Moscú, pintura histórica de Adolf Northen.

Tanto la actividad política como militar tienen en la efectividad su principal criterio para determinar su éxito o fracaso, y su independencia de criterios morales ha sido objeto de atención por los filósofos desde Sócrates ("¿qué es preferible, cometer una injusticia o sufrirla?" -Gorgias-) o Maquiavelo (El Príncipe y el posterior debate sobre la prioridad de fines o medios) hasta la actual Realpolitik. No obstante, es también propio de ambas actividades la capacidad de los dirigentes para "disfrazar" los fracasos con mayor o menor justificación ("una retirada a tiempo es una victoria") o eludir su responsabilidad en ellos ("mandé mis barcos a luchar contra los hombres, no contra los elementos" -Felipe II tras el desastre de la "armada invencible" o "grande y felicísima armada"-), permitiéndoles seguir en sus puestos. Las fuentes antiguas refieren reacciones simbólicas, como la de Jerjes, que ordena azotar el mar, o la de Calígula, que ordena a sus soldados recoger conchas como botín de guerra.
Los ambiciosos proyectos de dominación mundial, como la idea imperial de Carlos V en el siglo XVI, las guerras napoleónicas de comienzos del siglo XIX, los expansionismos de la Italia fascista, la Alemania nazi y el Japón imperial que condujeron a la Segunda Guerra Mundial (1939-1945), o la Unión Soviética (1922-1991), acabaron en históricos fracasos. Con más dificultad puede denominarse "fracaso" a las caídas de cada uno de los imperios históricos, como el de Alejandro Magno (disuelto a su muerte, tras haber conquistado los imperios del Próximo Oriente antiguo), el Imperio romano (objeto de una secular "caída" en Occidente que fue milenaria en Oriente), los imperios precolombinos (conquistados por los españoles), el Imperio chino (colapsado desde las guerras del opio), los imperios ruso, alemán, austro-húngaro y otomano (caídos en la Primera Guerra Mundial), o los procesos de descolonización de los imperios coloniales europeos. El sueño de Nabucodonosor es una profecía bíblica que se interpreta como el sucesivo colapso de cuatro imperios universales.
En los sistemas políticos democráticos, las elecciones son el procedimiento para determinar el acceso a los puestos de poder; y su condición competitiva determina que haya "fracasos": los de los partidos y candidatos perdedores.
Cuando el fracaso es colectivo, de toda una sociedad, y tiene dimensiones extraordinarias, se produce un colapso social. A escala local puede significar el abandono o la desaparición de un asentamiento (ciudad fantasma) o el deterioro de amplias zonas de él (obsolescencia urbana). Cuando lo que ocurre es el fracaso del propio Estado, que no es capaz de cumplir sus funciones o ejercer sus prerrogativas en el territorio y la población que teóricamente deberían estar bajo su control, se habla de Estado fracasado o fallido.

## Tecnología

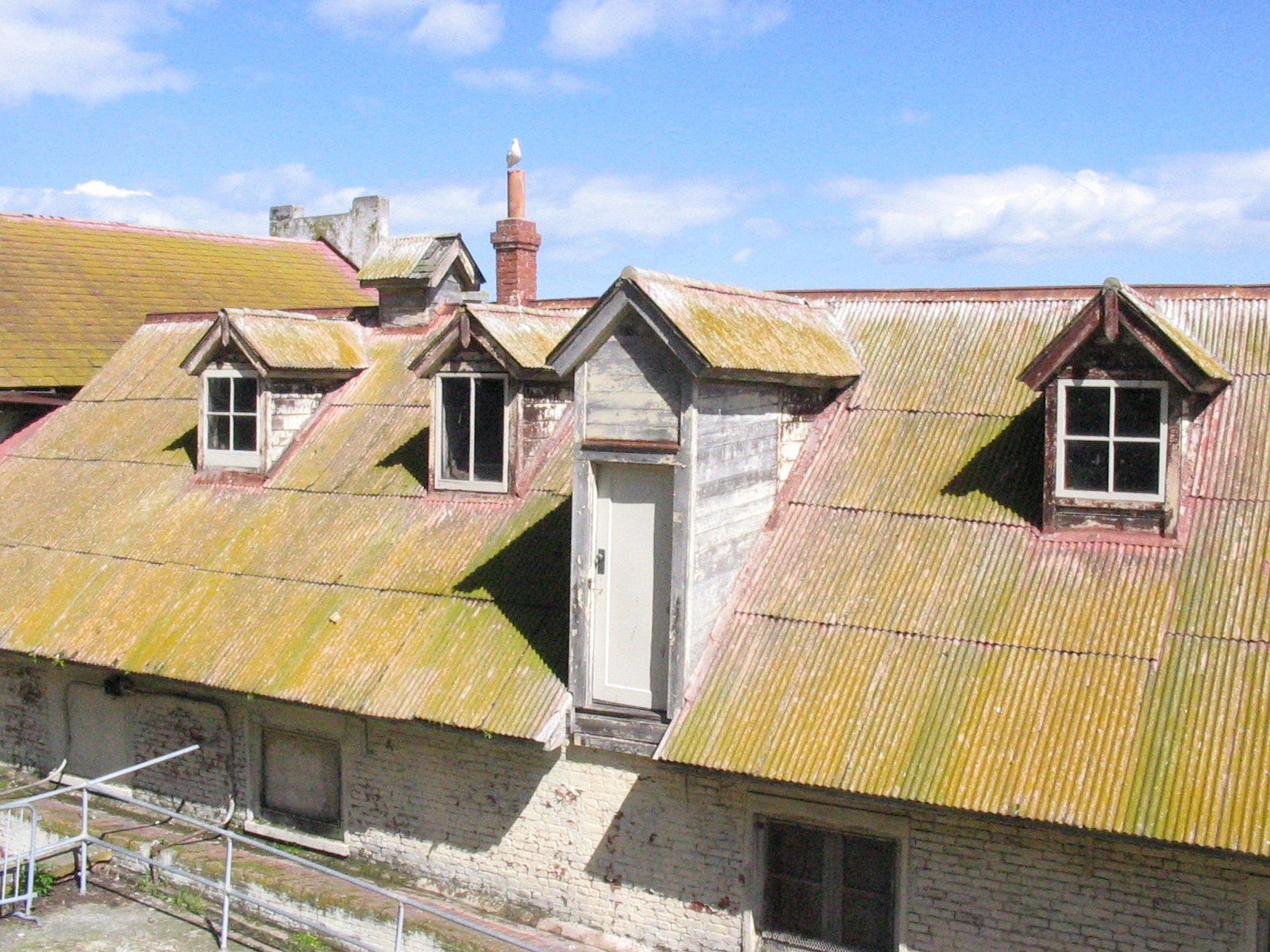
Puerta sin acceso o salida en una construcción mal diseñada o inacabada.

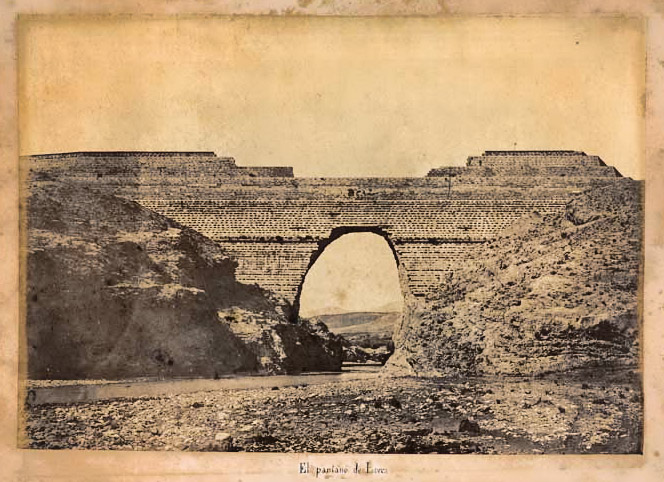
Pantano de Puentes. En la misma ubicación, dos presas fueron incapaces de contener las riadas al poco de ser construidas (1648 y 1802).

El fracaso tecnológico es la disfunción de un dispositivo o de toda una instalación u organización, por haber sufrido un accidente, una avería o por un error de diseño; en cualquier caso, por no conseguir el propósito para el que fueron diseñadas. Paradójicamente, hay diseños tecnológicos realizados ex profeso para funcionar mal, obligando a desechar el producto en un tiempo determinado, cuando fácilmente, o con poco coste, hubieran podido tener mucha mayor duración u operatividad: es la denominada "obsolescencia programada". En otras ocasiones, es la inadecuación al mercado, o la rapidez con la que cambian las circunstancias, lo que convierte a una tecnología en obsoleta al poco tiempo de aparecer.
Ejemplos notables de fracasos tecnológicos en construcción naval son el Vasa, un barco sueco que se hundió el mismo día de su botadura (1628), o el Titanic, hundido en su viaje inaugural (1912). En la navegación espacial un fracaso significativo fue el Mars Climate Orbiter, que se estrelló al llegar a Marte (1999) a causa de que el equipo de control en la Tierra utilizaba las medidas anglosajonas mientras que el equipo de la nave utilizaba el sistema métrico decimal.
Los casos más espectaculares en arquitectura e ingeniería civil son los derrumbes de edificios, obras públicas y otras estructuras (integridad estructural y colapso, fallo o fracaso estructural). Entre los más famosos derrumbes históricos (lista de colapsos de estructuras) están el de la Pirámide de Meidum (fecha indeterminada), el Coloso de Rodas (226 a. C.), el anfiteatro de Fidenae (27), el Circo Máximo (124), la cúpula de Santa Sofía (558), el puente de Rialto (1444) o la catedral de Beauvais (1284 -el coro- y 1583 -la torre-). Ya en época reciente, el puente de Tacoma Narrows pudo ser filmado antes de colapsar debido a su inadecuado diseño, que hacía que su calzada oscilara fuertemente en cuanto soplaba viento (1940). La Torre de radio de Varsovia, que en su tiempo (desde 1971) fue la estructura más alta construida en el mundo, colapsó debido a un fallo de mantenimiento (1991).
En alguna ocasión, el "fracaso" del diseño inicial de la construcción conduce a un inesperado "éxito": la Torre de Pisa tiene su particular encanto por el hecho de haber quedado accidentalmente inclinada.

## Ciencia
En ciencia no hay fracaso, dado que toda actividad científica aumenta el conocimiento en mayor o menor medida, aunque no se derive de ella un descubrimiento crucial, sino simplemente la constatación de que el procedimiento emprendido no conduce al resultado buscado. De hecho, sin las afanosas pero infructuosas búsquedas del flogisto o del éter no se hubiera podido comprobar su inviabilidad como teorías, en beneficio de las teorías que los sustituyeron. En todo caso, los "éxitos" en ciencia únicamente son provisionales, dada la provisionalidad del conocimiento científico: lo que en un momento determinado se toma como "acertado" o "verdadero" en un momento posterior se comprobará que es un "error" o "falsedad", o será superado por un posterior avance científico. También ocurre que la actividad proyectada para un fin no alcanza el objetivo buscado, sino otro, que puede ser incluso más importante (una serendipia como el descubrimiento de América o el de la penicilina).
Lo que sí es un elemento negativo en ciencia es algo que se presente como "éxito científico" pero que en realidad sea un engaño: un fraude científico (como el Hombre de Pitosabajo); o el resultado de una mala praxis científica, inaceptable ética o metodológicamente (como la experimentación nazi en seres humanos).

## Fracaso de comunicación

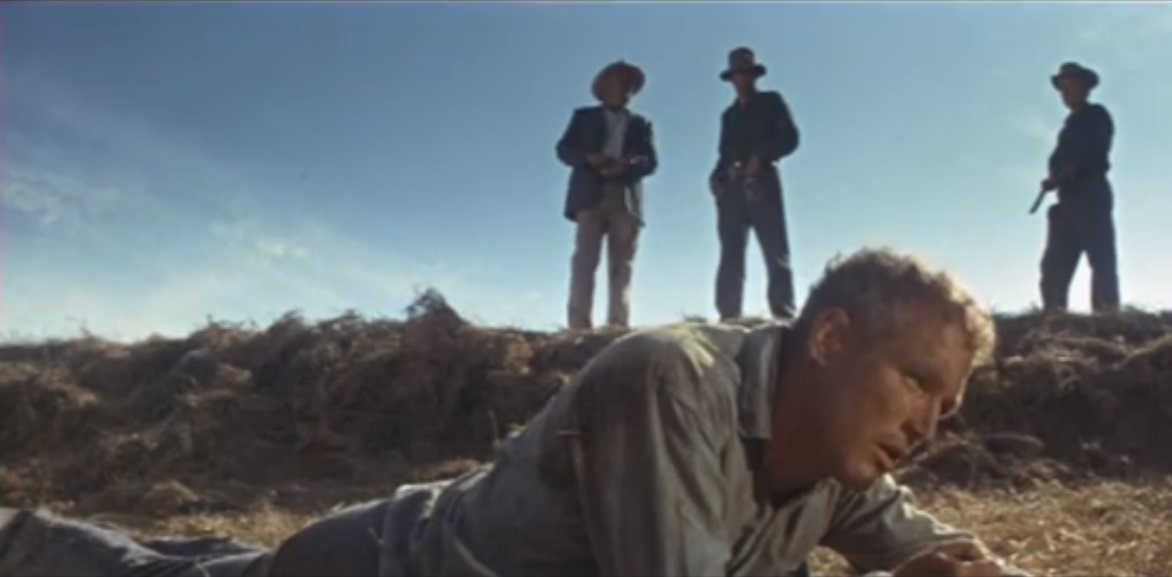
Fotograma de la película.

"Fracaso de comunicación" o "fallo de comunicación" es un concepto que puede ejemplificarse con la cita cinematográfica "Lo que tenemos aquí es un fracaso de comunicación" (What we've got here is failure to communicate), de la película de 1967 Cool Hand Luke.

## Miedo al fracaso y llamada al fracaso
- Miedo al fracaso (Atychiphobia)
- Llamada al fracaso